# النشيد الرشادي
النشيد الرشادي هو النشيد الإمبراطوري من 1909 إلى 1918. عند بدء عهد السلطان محمد الخامس رشاد في عام 1909 ، تم الإعلان عن مسابقة للعثور على نشيد شخصي للسلطان الجديد. فاز في المسابقة إيتالو سيلفيلي ، الذي كان من أصل إيطالي (كما كان تقريبا جميع المبدعين الآخرين للأناشيد الشخصية للسلاطين السابقين). أيضا ، مثل نشيد السلطان عبد الحميد الثاني السابق ، يحتوي هذا النشيد أيضا على كلمات.